# Ḱ
Cette page contient des caractères spéciaux ou non latins. S’ils s’affichent mal (▯, ?, etc.), consultez la page d’aide Unicode.
Ḱ (minuscule : ḱ), ou K accent aigu, est un graphème utilisé dans l’écriture du saanich et du santali, ou dans la romanisation du macédonien. Il est parfois utilisé dans la romanisation de l’alphabet kharoshthi. Il s'agit de la lettre K diacritée d'un accent aigu.

## Utilisation
En santali écrit avec l’alphabet latin, ‹ ḱ › est utilisé.
Dans l’ISO 9, le K accent aigu ‹ ḱ › translittère le kié ‹ Ќ, ќ › utilisé en macédonien.

## Représentations informatiques
Le K accent aigu peut être représenté avec les caractères Unicode suivants :
- précomposé (latin étendu additionnel) :

| formes    | représentations | chaînes de caractères | points de code | descriptions                          |
| --------- | --------------- | --------------------- | -------------- | ------------------------------------- |
| capitale  | Ḱ               | Ḱ                     | U+1E30         | lettre majuscule latine k accent aigu |
| minuscule | ḱ               | ḱ                     | U+1E31         | lettre minuscule latine k accent aigu |

- décomposé (latin de base, diacritiques) :

| formes    | représentations | chaînes de caractères | points de code | descriptions                                      |
| --------- | --------------- | --------------------- | -------------- | ------------------------------------------------- |
| capitale  | Ḱ               | K◌́                    | U+004B U+0301  | lettre majuscule latine k diacritique accent aigu |
| minuscule | ḱ               | k◌́                    | U+006B U+0301  | lettre minuscule latine k diacritique accent aigu |